# Pseudanthoecia
Pseudanthoecia là một chi bướm đêm thuộc họ Noctuidae.

## Loài
- Pseudanthoecia tumida (Grote, 1880)